# 周巧雲
周巧雲（1932年8月7日—2023年4月28日），藝名周琪，廣播節目播音員、編導，生於湖北武昌，卒於台灣南投。兩屆金鐘獎獲得者。代表作包括《教學相長》（中國廣播公司嘉義廣播電臺）、《女兒圈》（中國廣播公司嘉義廣播電臺）。

## 外部連結
- 61年金鐘獎得獎名單【優良廣播節目獎 】 （页面存档备份，存于）.文化部影視及流行音樂產業局.1972-04-01
- 61年金鐘獎得獎名單【優良電視節目獎 / 創新節目獎】 （页面存档备份，存于）.文化部影視及流行音樂產業局.1972-04-01
- 61年金鐘獎得獎名單【個人技術】 （页面存档备份，存于）.文化部影視及流行音樂產業局.1972-04-01
- 62年金鐘獎得獎名單【個人技術獎】 （页面存档备份，存于）.文化部影視及流行音樂產業局.1973-04-01
- 62年金鐘獎得獎名單【創新節目獎 / 優良電視節目獎 】 （页面存档备份，存于）.文化部影視及流行音樂產業局.1973-04-01
- 62年金鐘獎得獎名單【優良廣播節目獎】 （页面存档备份，存于）.文化部影視及流行音樂產業局.1973-04-01